# Lukas Sehl
Lukas Sehl (Seel) (* um 1515 in Sehl; † 24. Mai 1586 in Trier) war ein deutscher Abt im Kloster St. Marien in Trier.

## Leben
Lukas Sehl, dessen Nachname auf seine Herkunft aus Cochem-Sehl deutet, wurde im April 1575 als ehemaliger Prior der Abtei Maria Laach bezeichnet, während ihn das Laacher Nekrolog nur als ehemaligen Konventual erwähnte. Da die Amtszeit seines Nachfolgers Matthias von Cochem (1508–1597) von vor 1561 bis 1574 als gesichert scheint, wird der Beginn des Priorats von Sehl in Laach als nach 1553 angenommen. Noch vor dem April des Jahres 1565 wurde er an das Trierer Kloster St. Marien gesandt, wo er im April 1575 Beichtvater der Benediktinerinnen zu Oeren (St. Irminen) war. Als er durch die Äbte des Generalkapitels zum neuen Abt von St. Johann im Rheingau bestimmt wurde, führte dies zur Ablehnung durch den Mainzer Erzbischof Daniel von Homburg, mit dem die Kongregation wegen der Besetzung dieses Abtsstuhls im Streit lag. Aufgrund der Ablehnung wurde Sehl zurück in das Kloster St. Marien geschickt, wo er schließlich am 2. Mai 1581 zum Abt gewählt wurde und dies bis zu seinem Tod im Jahre 1586 blieb.